# Lotten von Kræmer

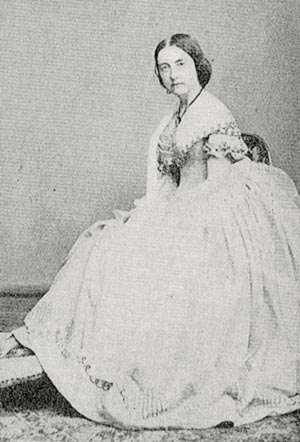
Lotten von Kræmer, Mitte des 19. Jahrhunderts

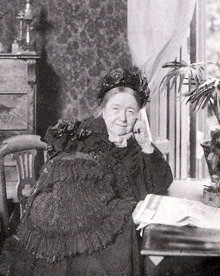
Lotten von Kræmer, 1908

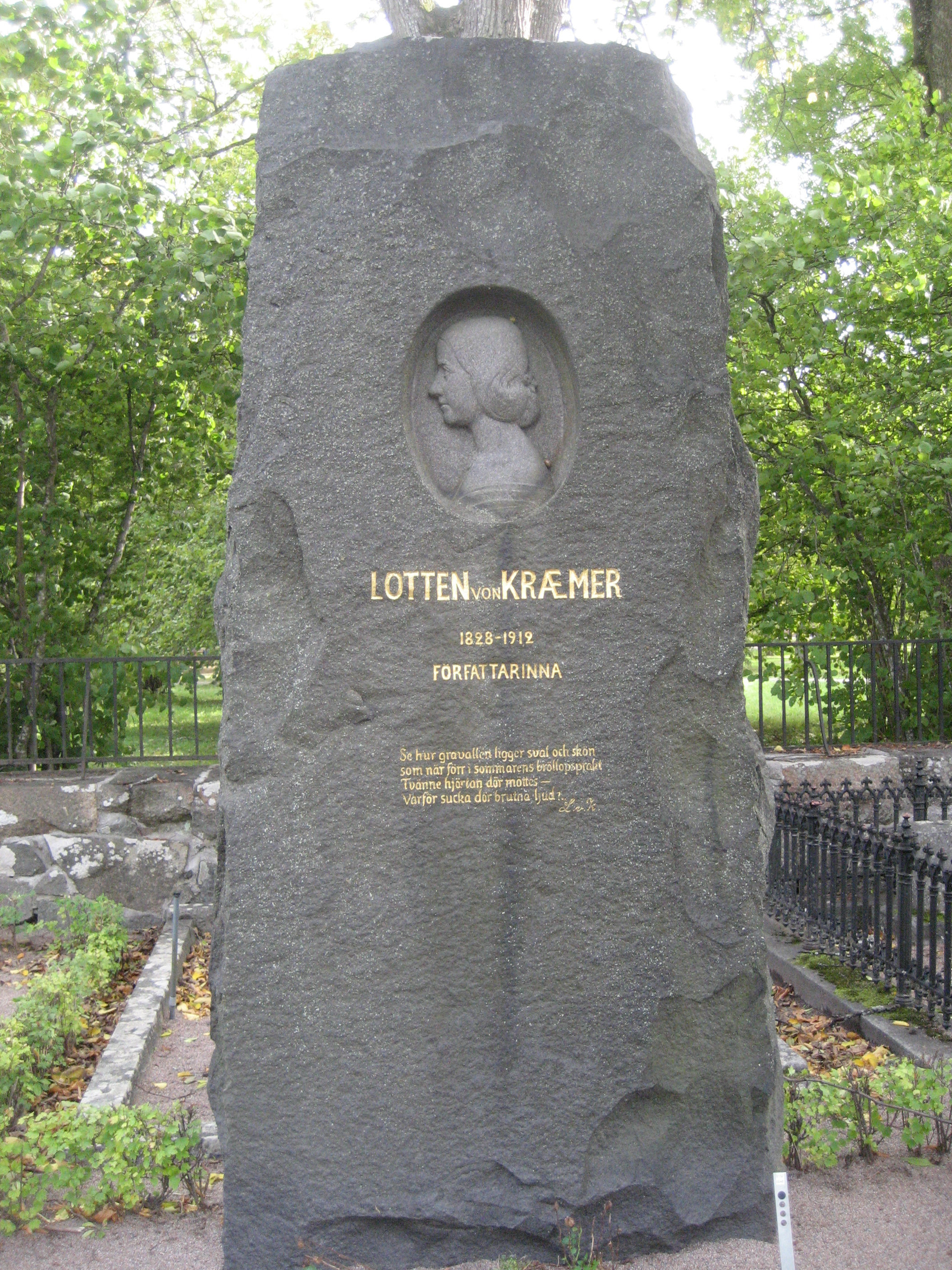
Lotten von Kræmers Grab in Uppsala

Lotten (Charlotte Louise) von Kræmer (* 6. August 1828 in Stockholm; † 23. Dezember 1912 ebenda) war eine schwedische Baronin, Schriftstellerin, Dichterin, Philanthropin und Frauenrechtlerin. Sie war die Gründerin der literarischen Gesellschaft Samfundet De Nio und zusammen mit Martina Bergman-Österberg die größte Geldgeberin der Landesvereinigung für Frauenwahlrecht (Landsföreningen för kvinnans politiska rösträtt).

## Leben
Lotten von Kræmer war die Tochter des Gouverneurs von Uppsala län, Baron Robert Fredrik von Kræmer und Maria Charlotte (Lotten) Söderberg, und die Schwester des Autors, Wissenschaftlers und Politikers Robert von Kræmer. Sie wuchs am Amtssitz des Gouverneurs im Schloss Uppsala auf und erhielt Privatunterricht von Professoren der Universität Uppsala.
Sie war ein bekanntes Mitglied des kulturellen und intellektuellen gesellschaftlichen Lebens in Uppsala. Schriftsteller wie Geijer und Atterbom waren gut mit ihren Eltern bekannt, und Fredrika Bremer war eine Freundin ihrer Mutter. Kræmer selbst bewies ihr Talent auf vielen künstlerischen Gebieten wie bei literarischen Abenden, auf Tanzbällen und als Schauspielerin im Amateurtheater, wo sie unter anderem die Rolle der Jane Eyre spielte, wofür sie Unterricht von Elise Hwasser bekam. Im Sommer 1847 besuchte sie mit ihrer Familie Deutschland, Österreich und Italien. Von 1847 an verschlechterte sich jedoch aufgrund einer Scharlach-Erkrankung ihr Gehör, bis sie schließlich völlig taub wurde. Damit war sie praktisch völlig vom gesellschaftlichen Leben ausgeschlossen, was sie schwer traf. 1855 verlobte sie sich mit dem Studenten Sten Johan Stenberg, der die Verlobung jedoch bald wieder löste – nicht nur aufgrund ihrer fortschreitenden Taubheit, sondern auch, weil er ihre radikalen Ideen und literarischen Ambitionen nicht akzeptieren konnte.
1880 starb ihr Vater und hinterließ ihr ein großes Vermögen, welches sie verantwortungsvoll verwaltete. Sie zog um nach Stockholm, wo sie mit den Jahren ein zunehmend spartanisches Leben führte. Einen Großteil ihres Vermögens verwendete sie zur Finanzierung verschiedener Wohlfahrts- und Reform-Bewegungen.

## Werke
- Dikter, 1863
- Hemresan: sång, 1864
- Fantasi-klängväxter kring verklighets stam, 1865
- Tankar i religiösa ämnen, 1866
- Strid: svenskt original, 1869
- Ackorder (dikter), 1870
- Bland skotska berg och sjöar, 1870
- „Tout pour la patrie“ (dikter), 1872
- Nya dikter, 1882
- Felicia: svensk familjedram i tre akter, 1882
- Sånger och bilder, 1886
- En kämpande ande: religiösa dikter, 1886
- Florence Nightingale: poesi, 1886
- Poesiens vandring (med teckningar av Jenny Nyström), 1888
- Karins bröllop: berättelse, 1890
- Hermes och Diotima: skådespel i fem akter, 1892
- Den kämpande anden: religiösa väckelser och religiöst liv: några sånger och tidsbilder, 1892
- Hägringar och luftslott (dikter), 1895
- Skogsblommor: idyller och ballader (dikter), 1896
- Eterneller (dikter), 1896
- Två dikter, 1896
- Till Ingeborg och andra dikter, 1897
- Fama: skådespel i tre akter, 1902
- Fragment jämte andra dikter, 1902
- Nästa gång – : berättelser och skisser, 1902
- Testamente, 1913
- Samlade skrifter (herausgegeben von der Samfundet De Nio, mit einer Biographie von John Landquist), 1918